# Скуратов, Сергей Николаевич
Сергей Николаевич Скуратов (род. 31 марта 1950, Свердловск) — пилот 1-го класса, заслуженный работник транспорта РФ, отличник воздушного транспорта. Награждён орденами Почёта и Дружбы. Почётный гражданин Екатеринбурга (2018), генеральный директор компании «Уральские авиалинии» (1993 — август 2024).

## Биография

### Образование и работа в гражданской авиации СССР
В 1967 году окончил свердловскую школу № 92
После школы с отличием окончил Бугурусланское лётное училище (1967—1970). Профессиональный путь начал во 2-м Свердловском объединённом авиаотряде в должности второго пилота на самолёте АН-2. В 1972 году Скуратову присвоен 3-й класс пилота гражданской авиации и стал командиром АН-2. В марте 1973 года впервые выполнил самостоятельный рейс в Ирбит. Сначала возил грузы, а после специальной подготовки — пассажиров.
С отличием окончил Академию гражданской авиации (1978) по специальности «инженер-пилот». С 1975 года работал в Свердловском авиаотряде и прошёл все этапы карьерного пути пилота на воздушных судах Ан-24, Ан-26, Ил-18, Ту-154, Ил-86.
После окончания командного факультета Академии, в 1984 году, Скуратов назначен начальником инспекции по безопасности полётов Уральского управления гражданской авиации, а с 1987 года — командир Свердловского объединенного авиаотряда. В 1991 году отряд был трансформирован в Первое Свердловское государственное авиапредприятие.
За свою карьеру пилота Сергей Скуратов налетал более 10 тысяч часов.

### Уральские авиалинии
В 1993 году, после разделения Первого Свердловского государственного авиапредприятия, возглавил авиакомпанию «Уральские авиалинии». 
В период перестройки отрасль была в упадке: тогда исчезли авиакомпании в Перми, Челябинске, Кирове, Томске, Владивостоке и других городах.
В постперестроечный период компания столкнулась с проблемой запрета полетов в Европу на бортах Ту-154Б и Ил-86. Сергей Скуратов добился поддержки правительства Свердловской области и привлёк заёмные средства для покупки трёх авиалайнеров Ту-154М, что позволило продолжить полеты за границу.
К началу 2000-х «Уральские авиалинии» являлись стабильно развивающейся авиакомпанией, возившей пассажиров в 46 городов России, стран СНГ и дальнего зарубежья. В ее собственности находилось 24 воздушных судна, включая 4 самолета Ил-86, 13 – Ту-154Б и 2 – Ту-154М, 3 -Ан-24. 
В 2006 году Сергей Скуратов возглавил проект по перевооружению авиационного парка компании и организовал процесс подготовки лётного состава к работе на новом виде техники. На смену самолетам Ан-24, Ту-154 и Ил-86 пришли Airbus. Пилотов переучивали группами по 8 человек, программа переобучения занимала около года. Бортпроводники проходили курсы во Франкфурте. Технический персонал дополнительно изучал английский язык, потому что вся документация была на этом языке и без права перевода на русский, а ошибка в интерпретации могла стать фатальной для борта. Инженеров учили финские специалисты, которые специально для этого приезжали на Урал. По инициативе Скуратова в авиапарке компании появился Airbus neo. «Уральские авиалинии» стали первой российской авиакомпанией, у которой появились воздушные суда с таким типом двигателей. К 2024 году флот авиаперевозчика насчитывает 51 самолет Airbus.
Так как Сергей Скуратов был пилотом-инструктором на большинстве типов самолетов, по его инициативе был создан собственный тренажерный центр авиаперевозчика. Компания переподготовила более 400 пилотов, 117 командиров воздушных судов, 60 пилотов-инструкторов.
Решением Скуратова «Уральские авиалинии» открыли собственный Авиационный технический центр, что позволило компании выполнять полный комплекс работ по ремонту и техническому обслуживанию воздушных судов. Строительство комплекса техобслуживания широкофюзеляжных самолетов, таких как Airbus A330 и Boeing 767, на территории аэропорта «Кольцово» завершилось в мае 2014 года.
Запустил программу цифровизации авиакомпании, которую в последствии курировал.
В 2013 году владел 80,22 % акций компании «Уральские авиалинии». 
Под руководством Сергея Скуратова «Уральские авиалинии» вошли в топ-5 игроков отрасли. Маршрутная сеть компании с 2017 по 2023 год увеличилась более чем в 5 раз (92 направления — по городам России, 80 — по городам СНГ, ещё 151 — в страны дальнего зарубежья). К середине 2024 года общее количество маршрутов составляет 169. По данным за первую половину 2024 года, «Уральскими авиалиниями» летал каждый 12-й российский пассажир.
Сергей Скуратов ушёл в отставку с поста генерального директора в августе 2024 года.

### Общественная деятельность
С 1998 по 2004 годы занимал пост председателя Правления Ассоциации эксплуатантов воздушного транспорта РФ.
С июля 1998 занимает позицию председателя Уральского регионального отделения Международной ассоциации руководителей авиапредприятий (РО МАРАП), является членом Совета Ассоциации. 
Входит в Попечительский совет Свердловской государственной детской филармонии в Екатеринбурге.

### Семья
Отец — Николай Сергеевич Скуратов, бортмеханик на Ил-18. Мать — Нина Филипповна Скуратова, работала сменным начальником Кольцовского аэровокзала.
Братья (старшие) — Олег и Николай.
Женат, есть сын. Четверо внучек.

### Хобби
Увлекается теннисом и горнолыжным спортом, гольфом.
Завоевал титул чемпиона в первом открытом чемпионате Свердловской области по гольфу в 2012 году. Собирает марки.

## Награды
- 1996 — заслуженный работник транспорта РФ[3][7]
- 2001 – Диплом «Эксперт конкурса» Первого Открытого национального конкурса «Руководитель года гражданской авиации России» (приз МАРАП)[8]
- 2002-2003 – Победитель (золотой лауреат) Второго Открытого национального конкурса «Руководитель года гражданской авиации России» (2002–2003 гг., приз МАРАП) в номинации «Старейшина директорского корпуса ГА России»[5]
- 2003 — Орден Почёта[3][7]
- 2003, 2010 — Почётная грамота губернатора Свердловской области[7]
- 2010 — Почётная грамота Министерства Транспорта Российской Федерации[7]
- 2011 — Орден Дружбы — за достигнутые трудовые успехи и многолетнюю добросовестную работу[16]
- 2017 — Почётный гражданин Свердловской области[17]
- 2018 — Почётный гражданин Екатеринбурга[7][18]
- 2018 — «Человек года» по версии журнала «Деловой квартал»[7]
- 2020 — Орден За заслуги перед Отечеством IV степени — за достигнутые трудовые успехи и многолетнюю добросовестную работу[19]
- 2021 — 22 место в рейтинге «Большая сотня Екатеринбурга»[20]
- 2021—2022 — 31 место в ТОП-100 влиятельных людей Свердловской области по версии «Бизнес Журнал. Урал»[21]
- 2023 — Юбилейная медаль «100 лет гражданской авиации России» — за огромный труд и ответственный подход к работе…[22][23]
- Знак «Отличник воздушного транспорта»[3].